# 烏法
烏法（羅馬化：Ufa，[ʊˈfa]，羅馬化：Öfö，[ʏ̞ˈfʏ̞] ⓘ）是俄羅斯聯邦巴什科爾托斯坦共和國的首府，位於別拉亞河畔，佔地750平方公里。2010年人口達1,062,319，是西烏拉爾山的工業中心，有煉油、石油化工、電機、合成橡膠和食品等部門。城市由西南向东北延伸超过70公里，位于别拉亚河和乌法河的交汇处的乌法半岛上，距离莫斯科1357公里，是俄罗斯仅次于索契和伏尔加格勒的第三长的城市。

## 地理

### 地理位置
城市坐落在别拉亚河沿岸，在由乌法河和焦马河汇入形成的冲积平原上，距离其东面的乌拉尔山巴什基尔山脉100公里。总的来说，该城占据了乌法河和别拉亚河的中间地带，这一地区有一个非正式的名字叫乌法半岛。

### 气候
乌法位于温带的北部森林带。大陆性气候，足够湿润，夏季炎热，冬季寒冷、绵长。
这里一月的平均气温为-13.7 °C，最低纪录-50 °C；七月平均+19.5 °C，最高记录+40 °C。平均降水量419mm。

### 时区
乌法位于叶卡捷琳堡时区，为UTC+5:00。

## 历史
乌法始于1574年伊凡四世下令建立的一个要塞，用于帮助巴什基尔人抵御哈萨克汗国的袭击，并管理当地收取皮毛税。当地居民管这里叫“乌法”（在突厥语中是“小”的意思），并保留至今。1892年，乌法成为巴什基尔人主要的聚居地。1918年，乌法加入全俄临时政府。

## 教育
这里的高等教育机构包括：
- 巴什基尔国立大学
- 阿卡姆莱巴什基尔国立师范学院
- 乌法国立航空大学
- 乌法国立石油技术大学
- 乌法建筑大学
- 乌法农业大学

## 国际友好城市
- 中国 沈阳
- 德国 哈雷
- 土耳其 安卡拉
- 阿斯塔納
- 比什凱克

## 经济

### 工业
该城工业以石油开采、化工和机械制造业为主。乌法集中了约200家大中型工业企业。